# Mr Love: Queen's Choice
Mr. Love: Queen's Choice hay còn được biết tới là Love and Producer hay Mr Love: Dream Date (tiếng Trung: 恋与制作人; Hán-Việt: "Luyến Dư Chế Tác Nhân"; bính âm: Liàn Yǔ Zhì Zuò Rén; nghĩa đen 'Tình yêu Và Nhà sản xuất') là một trò chơi di động thuộc thể loại otome visual novel do công ty Papergames phát hành. Nó cho phép người chơi nhắn tin, trò chuyện và gọi điện cho những người đàn ông trong game mà họ cảm thấy yêu mến, đồng thời phát triển sự nghiệp của riêng người chơi với tư cách là nhà sản xuất truyền thông.
Trò chơi lấy bối cảnh trong một thế giới giả tưởng, nơi nhân vật chính là nữ bị cuốn vào những sự kiện kỳ bí liên quan đến bốn chàng trai sở hữu siêu năng lực. Người chơi có thể lựa chọn theo đuổi chuyện tình cảm với một trong bốn nhân vật nam, và cốt truyện sẽ phát triển theo những lựa chọn tương tác mà người chơi đưa ra trong suốt các chương của trò chơi. Trong trò chơi, người chơi cần thu thập các thẻ bài "liên kết" với các nhân vật nam chính, phát triển công ty phim và truyền hình của riêng mình, thúc đẩy cốt truyện chính và phát triển những câu chuyện tình cảm với các nhân vật nam chính.
Trò chơi được phát hành lần đầu tiên tại Trung Quốc đại lục vào ngày 14 tháng 12 năm 2017.  Sau đó, trò chơi được ra mắt vào ngày 20 tháng 3 năm 2019 trên Google Play tại Vương quốc Anh và khoảng hai tháng sau đó được phát hành tại các vùng lãnh thổ nói tiếng Anh khác. Tại Nhật Bản, trò chơi được phát hành với tên gọi Love and Producer ~EVOL×LOVE~ (Nhật: 恋とプロデューサー ～EVOL×LOVE～ Hepburn: Koi to Purodyūsā ～EVOL×LOVE～)  vào ngày 3 tháng 7 năm 2019 và tại Đông Nam Á với tên gọi là Mr Love: Dream Date.
Bên cạnh đó, bộ anime chuyển thể từ trò chơi do MAPPA sản xuất đã được phát sóng từ ngày 15 tháng 7 đến ngày 30 tháng 9 năm 2020.

## Cách chơi

### Cốt chuyện chính
Câu chuyện của trò chơi diễn ra tại thành phố giả tưởng mang tên “Love City” (được lấy cảm hứng từ thành phố Thượng Hải). Người chơi vào vai nữ chính - một nhà sản xuất truyền hình, đang cố gắng vực dậy công ty truyền thông của cha để lại, hiện đang trên bờ vực phá sản.
Trong quá trình thực hiện số cuối cùng của chương trình “Khám phá kỳ tích”, cô tình cờ gặp gỡ nhà khoa học Hứa Mặc. Trên đường đi, cô suýt gặp tai nạn và được Tổng giám đốc tập đoàn Hoa Duệ - Lý Trạch Diên cứu giúp. Khi đang mua khoai tây chiên trong siêu thị, cô gặp siêu sao nổi tiếng Chu Kỳ Lạc, và khi điều tra một vụ án, cô lại chạm mặt Bạch Khởi, đàn anh thời trung học.
Trong khi phát triển những mối quan hệ tình cảm với bốn nam chính, nữ chính dần dần phát hiện ra những bí ẩn và âm mưu xoay quanh năng lực siêu nhiên mang tên “EVOL” - vốn đang ảnh hưởng đến chính cuộc đời cô.
Bối cảnh trò chơi không còn giới hạn trong đời sống thường nhật hay học đường, mà mở rộng sang các chiều không gian vượt ngoài thực tại. Người chơi sẽ hóa thân thành một cô gái nhìn thấy được “thế giới phía sau thế giới thường ngày”, bước vào một mối tình siêu thực, đồng thời gặp gỡ những con người mang trong mình sứ mệnh đặc biệt.
Cùng với họ, người chơi sẽ sử dụng năng lực EVOL để giải quyết từng sự kiện kỳ lạ, và đối đầu với các tổ chức bí ẩn như Thiên Nga Đen và Tổ chức Đặc Nhiệm.
Người chơi có thể đọc lời thoại của nhân vật và đưa ra lựa chọn để thay đổi câu chuyện theo định dạng tiểu thuyết trực quan. 

### Hệ thống nhiệm vụ
Chế độ vượt ải trong phần cốt truyện chính có hai mức độ khó: chế độ thường và chế độ tinh anh. Người chơi cần tiêu hao thể lực để thực hiện nhiệm vụ (trừ các ải chỉ xem cốt truyện). Chế độ tinh anh có giới hạn số lần vượt mỗi ngày, trong khi chế độ thường thì không bị giới hạn.
Trong quá trình vượt ải, người chơi sẽ thực hiện nhiệm vụ sản xuất chương trình. Quá trình sản xuất gồm hai bước chính:
Bước đầu tiên là xử lý sự kiện đặc biệt, trong đó người chơi phải chọn chuyên gia có thuộc tính phù hợp với từ khóa yêu cầu của nhiệm vụ. Các chuyên gia là những nhân vật được tuyển dụng thông qua “thị trường nhân tài”, mỗi người có bộ từ khóa riêng tương ứng với các loại nhiệm vụ khác nhau. Chuyên gia có thể nâng cấp để tăng chỉ số, giúp hoàn thành nhiệm vụ hiệu quả hơn. Người chơi có thể sa thải chuyên gia và tuyển mới từ thị trường để thay đổi đội hình. Nếu lựa chọn chính xác, điểm số của chương trình sẽ được tăng lên, góp phần vào việc hoàn thành nhiệm vụ.
Bước thứ hai là triệu hồi thẻ gắn kết, nơi người chơi cần chọn thẻ có thuộc tính phù hợp với yêu cầu về sức mạnh của nhiệm vụ. Khi hoàn thành hai bước này, chương trình được coi là đã sản xuất thành công. Người chơi sẽ nhận được phần thưởng tương ứng, các thẻ tham gia sẽ nhận được kinh nghiệm nâng cấp, đồng thời nếu chương trình đạt 2 sao hoặc 3 sao, người chơi có thể sử dụng chức năng quét nhanh để thực hiện quay lại tự động.
Mỗi màn sản xuất chương trình sẽ rơi ra vàng và “tâm nguyện”, đồng thời có khả năng rơi ngẫu nhiên các vật phẩm cần thiết để nâng sao và tiến hóa thẻ.
Tổng điểm của chương trình được xác định dựa trên ba yếu tố: điểm sức mạnh tổng thể của công ty, điểm phản hồi từ sự kiện đặc biệt (chuyên gia), và điểm từ thẻ gắn kết được sử dụng, tất cả đều ảnh hưởng trực tiếp đến kết quả cuối cùng của màn chơi.

### Hệ thống hẹn hò
Người chơi có thể tương tác với người yêu thông qua ứng dụng nhắn tin văn bản trong trò chơi và cuộc gọi điện thoại, cũng như bình luận vào bài đăng trực tuyến của họ.
Tin nhắn và khoảnh khắc sẽ được mở khóa khi người chơi có được một số thẻ nghiệp chướng nhất định, tiến triển qua cốt truyện chính và tăng mức độ thân mật. Giao tiếp với người yêu thông qua tính năng điện thoại cho phép người chơi tăng mức độ thân mật của mỗi nhân vật.

### Hệ thống công ty / quản lý thành phố
Người chơi điều hành studio sản xuất phim của riêng mình trong trò chơi. Người chơi sẽ phải thuê nhân viên, sản xuất chương trình truyền hình và giải quyết các trường hợp khẩn cấp.
Nhân viên được gọi là "Chuyên gia" và mỗi người đều có những đặc điểm riêng cần thiết để vượt qua các cấp độ. Bạn có thể nhận được chuyên gia bằng cách hoàn thành cốt truyện hoặc trong cửa hàng "Tin tức thành phố".

### Hệ thống phụ bản quay phim
Trong hệ thống “quay phim đặc biệt”, người chơi sẽ ghi lại những khoảnh khắc ngọt ngào với nhân vật nam chính. Người chơi có thể chọn nhân vật mình yêu thích làm đối tượng quay, từ đó tiến hành vượt ải phụ bản. Mỗi phụ bản sẽ ngẫu nhiên rơi ra các mảnh thẻ gắn kết của nhân vật đó, là một trong những cách thu thập thẻ gắn kết.
Phụ bản quay phim bao gồm ải cốt truyện và ải sản xuất chương trình, mỗi ngày được vượt tối đa 3 lần. Nếu đạt 2 sao trở lên, có thể sử dụng tính năng quay lại nhanh (quét nhanh). Vật phẩm rơi bao gồm vàng, tâm nguyện, các thẻ huấn luyện của công ty và mảnh thẻ gắn kết của nhân vật được chọn.

### Hệ thống trói buộc
Mối liên kết rung động trái tim, thu thập những câu chuyện để nâng cấp ký ức, đồ họa nhân vật tinh tế, đóng băng mọi nhịp tim, thu thập và nâng cấp mối liên kết, và biến ký ức thành sức mạnh. Các mức liên kết là R, SR, ER, SSR, UR, SER và SP.

### Hệ thống tản bộ thành phố
Có 4 tuyến đường tương ứng với 4 nam chính. Trong quá trình tản bộ, người chơi sẽ tình cờ gặp gỡ nhân vật tương ứng và cùng họ trải qua những sự kiện thường ngày. Sau khi hoàn thành sự kiện, người chơi sẽ nhận được vật phẩm phần thưởng và điểm thiện cảm.
Mỗi 50 bước được tính là một vòng. Có thể dùng vàng để làm mới 2 lần, tổng cộng 150 vòng. Mỗi vòng 50 bước sẽ tăng 100 điểm thiện cảm với nhân vật tương ứng. Khi hoàn thành 150 vòng sẽ được thưởng thêm 100 kim cương. Trong thời gian sự kiện đặc biệt, sẽ có thêm đạo cụ và nội dung độc quyền.

### Hệ thống phòng vé (đấu xếp hạng)
Phòng vé là nơi người chơi thi đấu với nhau, tương tự như đấu trường. Mỗi chủ đề sẽ có hệ số chấm điểm riêng và có "khách mời trong ngày" - khi chọn đúng thẻ gắn kết của nhân vật đó sẽ được cộng thêm điểm.
Người chơi có thể tự chọn đối thủ để khiêu chiến. Thắng trận không nhận phần thưởng ngay mà chỉ tăng hạng. Phần thưởng sẽ được phát hàng ngày theo xếp hạng. Nếu không có thẻ hiếm, người chơi sẽ nhanh chóng đạt đến giới hạn điểm của mình, kết quả phụ thuộc vào độ mạnh của bộ thẻ gắn kết.
Tuy nhiên, việc leo hạng không quá quan trọng, vì huy hiệu đổi được từ phòng vé có giới hạn, xuất hiện ngẫu nhiên và không ảnh hưởng quá lớn đến lợi thế trong game.

### Hệ thống thử thách 24 giờ
Hệ thống gồm 24 ải. Mỗi ải sẽ ghép cặp đối thủ dựa trên tổng lực chiến của bộ thẻ gắn kết của người chơi. Người chơi có thể chọn một thẻ "hộ vệ" để tăng thêm chỉ số. Thẻ tham chiến sẽ bị hao mòn theo thời gian, khi cả bốn chỉ số của một thẻ về 0 thì không thể sử dụng tiếp. Sau mỗi ải, người chơi nhận phần thưởng ngẫu nhiên. Khi vượt qua các mốc 6 - 12 - 18 - 24, sẽ mở thêm 4 ải thử thách đặc biệt. Có thể sử dụng tính năng vượt nhanh, số lượng ải có thể vượt nhanh sẽ tăng dựa theo thành tích đã hoàn thành. Người dùng có đặc quyền sẽ được thêm lượt để vượt nhanh không làm hao mòn chỉ số thẻ.

## Nhân vật

### Nhân vật chính
| Tên                          | Tiểu sử | Năng lực đặc biệt                                                 | Diễn viên lồng tiếng                                                                           |
| ---------------------------- | --- | ----------------------------------------------------------------- | ---------------------------------------------------------------------------------------------- |
| Tôi (nữ chính)               | Nhân vật nữ chính. Cô là một nhà sản xuất truyền hình và tham gia vào các mối quan hệ với bốn nam chính trong game | Dự đoán tương lai                                                 | Nhật: Kanemoto Hisako (anime)                                                                  |
| Hứa Mặc (Lucien / Simon)     | Một nhà thần kinh học nổi tiếng với chỉ số IQ cao từ nhỏ. Tuy nhiên, sự thông minh của anh khiến anh bị cô lập. | Sao chép                                                          | - Trung: Hạ Lỗi - Anh: Bill Rogers → Anthony Hansen - Nhật: Hirakawa Daisuke                   |
| Bạch Khởi (Gavin / Haku)     | Bề ngoài là một cảnh sát ở thành phố Loveland, nhưng thực chất là một đặc vụ EVOL chuyên thực hiện các nhiệm vụ nguy hiểm. Từng là một học sinh cá biệt, giờ là đặc vụ chuyên điều tra các vụ việc liên quan đến siêu năng lực             | Điều khiển gió: giúp anh cảm nhận mọi thứ trong gió và có thể bay | - Trung: Trương Kiệt - Anh: Joe Zieja → Alan Adelberg - Nhật: Ono Yūki                         |
| Lý Trạch Diên (Victor / Zen) | Nhà sáng lập kiêm CEO của Tập đoàn Tài chính Loveland. Anh là một doanh nhân cầu toàn, xây dựng đế chế trong 8 năm. Nhân viên nói anh là người nghiện công việc và chưa từng thấy anh cười, nhưng anh có vẻ yêu động vật.                  | Điều khiển thời gian                                              | - Trung: Ngô Lỗi - Anh: Benjamin Diskin → Jonah Scott → Eliah Mountjoy - Nhật: Sugita Tomokazu |
| Chu Kỳ Lạc (Kiro / Kira)     | Kiro là một siêu sao nổi tiếng và tài năng. Anh tự tin, năng động nhưng cũng rất hòa nhã và luôn trân trọng người hâm mộ. Đôi khi anh có thể nghịch ngợm, nhưng khi đối mặt với khủng hoảng, bạn sẽ thấy anh là người cảnh giác và tinh tế | Mị lực tuyệt đối                                                  | - Trung: Biện Giang - Anh: Sean Chiplock → Andrew Bates - Nhật: Tetsuya Kakihara               |
| Lăng Tiêu (Shaw / Shō)       | Nghiên cứu sinh ngành khảo cổ học | Điều khiển sấm sét                                                | - Trung: Triệu Lộ - Anh: Aleks Le → Eric Keitel - Nhật: Makoto Furukawa                        |

### Những nhân vật khác
| Tên                                | Tiểu sử                                                                    | Diễn viên lồng tiếng Nhật |
| ---------------------------------- | -------------------------------------------------------------------------- | ------------------------- |
| Anna                               | Một đồng nghiệp thân thiết của nữ chính                                    | Rina Satō                 |
| Duệ Duệ / Kiki / Yui               | Thực tập sinh tại công ty của nữ chính                                     | Aoi Koga                  |
| Hàn Dã / Minor / Kanya             | Bạn học cấp 3 của Bạch Khởi, sau này đến làm việc tại công ty của nữ chính | Yū Hayashi                |
| Cindy                              | Lễ tân                                                                     | Misato Fukuen             |
| Ngụy Khiêm                         | Kẻ đào vàng                                                                | Shōgo Yano                |
| Hades                              |                                                                            | Takanori Hoshino          |
| Hạo Mỹ Lệ / Hollow / Merry         |                                                                            | Rika Kinugawa             |
| Lưu Kiệt / Jay / Lewis             |                                                                            | Hana Takeda               |
| Lưu Linh / Josie / Lucia           |                                                                            | Hana Takeda               |
| Cảnh sát Vương / Cảnh sát Landsman |                                                                            | Tanuki Sugino             |
| Thẩm / Leto / Sakaki               |                                                                            | Shunsuke Sakuya           |
| Chung Dịch / Litton / Kei          |                                                                            | Tatsuhisa Suzuki          |
| Thầy Thái                          |                                                                            | Yutaka Nakano             |
| Ông Lâm                            |                                                                            | Hiroo Sasaki              |
| Triều Bá Thiên / Punkilles / Kyōya |                                                                            | Gakuto Kajiwara           |
| Savin / Shin                       | Người quản lý                                                              | Hirofumi Nojima           |

## Chuyển thể anime
Bộ anime chuyển thể từ trò chơi được công bố vào ngày 8 tháng 7 năm 2019. Bộ phim được đạo diễn bởi Munehisa Sakai tại studio MAPPA, với Kiyoko Yoshimura và Jinshichi Yamaguchi lần lượt viết kịch bản và thiết kế nhân vật. Emoto Entertainment đang sản xuất bộ phim này. Các diễn viên chính đã đảm nhiệm lại vai diễn của họ trong anime. Phim được phát sóng từ ngày 15 tháng 7 đến ngày 30 tháng 9 năm 2020 trên Tokyo MX và các kênh khác.  Ca khúc mở đầu, "Nibiiro no Yoake" (Dark Gray Dawn), được trình bày bởi Yutaro Miura . Bài hát chủ đề kết thúc, "Maioritekita Yuki" (Tuyết rơi xuống), được trình bày bởi Konomi Suzuki. "Chen Hun" (Hoàng hôn rạng đông) của Hồ Hạ và "Mộng du ký" (Mộng du ký) của Cúc Tịnh Y đều là ca khúc mở đầu và kết thúc cho bộ phim được phát sóng tại Trung Quốc.

### Danh sách tập phim
| Tập | Tiêu đề                                                                                              | Đạo diễn         | Biên kịch         | Ngày phát hành      |
| --- | --- | ---------------- | ----------------- | ------------------- |
| 1   | "The Beginning Bonds" Chuyển ngữ: "Hajimari no kizuna" (tiếng Nhật: はじまりの絆)                    | Munehisa Sakai   | Kiyoko Yoshimura  | 15 tháng 7 năm 2020 |
| 2   | "When The Wind Blows" Chuyển ngữ: "Kaze fuku toki ni" (tiếng Nhật: 風吹く時に)                       | Kōnosuke Uda     | Kiyoko Yoshimura  | 22 tháng 7 năm 2020 |
| 3   | "A Taste of Reminiscence" Chuyển ngữ: "Tsuioku no aji" (tiếng Nhật: 追憶の味)                        | Yasutomo Okamoto | Shigeru Murakoshi | 29 tháng 7 năm 2020 |
| 4   | "The Key in the Darkness" Chuyển ngữ: "Yami no naka no kagi" (tiếng Nhật: 闇の中の鍵)                | Yasunori Gotō    | Akira Kindaichi   | 5 tháng 8 năm 2020  |
| 5   | "An Amber Wind" Chuyển ngữ: "Kohakushoku no kaze" (tiếng Nhật: 琥珀色の風)                           | Takafumi Ishida  | Kiyoko Yoshimura  | 12 tháng 8 năm 2020 |
| 6   | "Beyond That Dream" Chuyển ngữ: "Sono yume no mukō" (tiếng Nhật: その夢の向こう)                     | Kazue Ōtsuki     | Ayumu Hisao       | 19 tháng 8 năm 2020 |
| 7   | "Connected Memories" Chuyển ngữ: "Tsunagatta kioku" (tiếng Nhật: 繋がった記憶)                       | Kōnosuke Uda     | Shigeru Murakoshi | 26 tháng 8 năm 2020 |
| 8   | "Room 404" Chuyển ngữ: "404-Gōshitsu" (tiếng Nhật: 404号室)                                          | Kōki Aoshima     | Kiyoko Yoshimura  | 2 tháng 9 năm 2020  |
| 9   | "Monochrome" Chuyển ngữ: "Monokurōmu" (tiếng Nhật: モノクローム)                                     | Yasutomo Okamoto | Ayumu Hisao       | 9 tháng 9 năm 2020  |
| 10  | "Dawn of Farewell" Chuyển ngữ: "Wakarenoyoake" (tiếng Nhật: 別れの夜明け)                            | Takafumi Ishida  | Akira Kindaichi   | 16 tháng 9 năm 2020 |
| 11  | "At the Edge of the Coming Time" Chuyển ngữ: "Meguru toki no hate ni" (tiếng Nhật: めぐる時の果てに) | Kazue Ōtsuki     | Kiyoko Yoshimura  | 23 tháng 9 năm 2020 |
| 12  | "Bonds" Chuyển ngữ: "Kizuna" (tiếng Nhật: 絆)                                                        | Takahiro Kaneko  | Kiyoko Yoshimura  | 30 tháng 9 năm 2020 |

## Tranh cãi
Vào ngày 4 tháng 6 năm 2021, công ty Papergames thông báo đã chấm dứt hợp tác với diễn viên lồng tiếng Jonah Scott sau khi anh đăng một dòng tweet với nội dung “Đài Loan là một quốc gia”. Sau đó, Jonah Scott đã xóa dòng tweet này. Đáp lại sự việc, hai diễn viên lồng tiếng khác là Sean Chiplock và Joe Zieja cũng tuyên bố rút khỏi dự án. Đến ngày 7 tháng 6 năm 2021, các tài khoản mạng xã hội chính thức của trò chơi thông báo rằng những nhân vật do Jonah Scott, Sean Chiplock và Joe Zieja lồng tiếng sẽ xuất hiện trong các chương tiếng Anh tiếp theo mà không có giọng nói, xác nhận rằng toàn bộ phần lồng tiếng của ba người đã bị loại khỏi trò chơi.